# 中国外运
中國外運股份有限公司（简称“中国外运”）（ 港交所：598、上交所：601598）是招商局集团下属的物流企业，在上交所和港交所挂牌上市。
成立于2002年11月20日，并于2003年2月13日在香港成功上市，是中国外运长航集团有限公司（简称“集团”）控股的H股公司。主要業務是貨運代理、快遞服務、船務代理、倉儲和碼頭服務、海運和汽車運輸。公司在中華人民共和國註冊，主席為趙滬湘。2004年資產淨值為67,809,290,000元，純利為802,819,000元。截止到2015年12月，公司拥有从业员工27150名，总资产350.8亿元人民币，净资产184.6亿元人民币。
中国外运由中国外运长航集团有限公司占股57.9%。

## 历史

### 前身
中外运是中华人民共和国交通部下属的央企。中外运事业开创于1946年11月26日，根据中共中央东北局决定开辟满洲里口岸的指示，开创对苏贸易：“打通国际线路，同苏联取得联系，派干部去解放满洲里，建设满洲里，巩固后方，支援前线，为解放东北和全中国做物资准备”，东北民主联军西满军区驻满洲里办事处成立。人员包括处长贾石（后任国家外经贸部副部长、国家贸促会会长）、副处长常彦卿（后任中国银行副行长）、科长郑拓彬（后任国家外经贸部部长）等七人。同期，还在绥芬河、图们、安东、辑安开设口岸办事处。1947年西满军区驻满洲里办事处改称“东北贸易总局驻满洲里办事处”，受东北贸易管理总局运输部指导。1949年改称“东北对外贸易部满洲里办事处”，1950年改称“中央贸易部满洲里口岸管理局（1950年）”。
1953年1月1日，中国陆运公司成立，统一办理进出口货物在港口和口岸的交接和储运工作。1955年，中国陆运公司与中国海运公司合并为中国对外贸易运输公司，隶属于国家外贸部。